# Saint-Jean-Kerdaniel
Saint-Jean-Kerdaniel is een gemeente in het Franse departement Côtes-d'Armor (regio Bretagne) en telt 461 inwoners (1999). De plaats maakt deel uit van het arrondissement Guingamp.

## Geografie
De oppervlakte van Saint-Jean-Kerdaniel bedraagt 11,0 km², de bevolkingsdichtheid is 41,9 inwoners per km².
De onderstaande kaart toont de ligging van Saint-Jean-Kerdaniel met de belangrijkste infrastructuur en aangrenzende gemeenten.

## Demografie
Onderstaande figuur toont het verloop van het inwonertal (bron: INSEE-tellingen).

1. ↑  Populations de référence 2022.